# Ceraticelus minutus
Ceraticelus minutus là một loài nhện trong họ Linyphiidae.
Loài này thuộc chi Ceraticelus. Ceraticelus minutus được James Henry Emerton miêu tả năm 1882.